# マルゲリータ・ブイ
マルゲリータ・ブイ（Margherita Buy, 1962年1月15日 - ）は、イタリアの女優。2023年までにダヴィッド・ディ・ドナテッロ賞を7度、ナストロ・ダルジェント賞を7度、イタリア・ゴールデングローブ賞を5度、チャック・ドーロ賞を13度受賞している。

## 略歴
ローマ出身。高校時代、アンドレア・カミッレーリの妻ロゼッタ・デッロ・シエスト（Rosetta Dello Siesto）の教え子であった縁から、当時シルヴィオ・ダミーコ国立演劇芸術アカデミーの教官であったカミッレーリと接触する。高校卒業後、シルヴィオ・ダミーコ国立演劇芸術アカデミーで演技を学ぶ。

## キャリア

### 初期
舞台での活躍を経て、1986年にニーノ・ビッザッリ監督作『La seconda notte』で映画デビューを飾り、イタリア・ゴールデングローブ最優秀新人女優賞を獲得する。

### 1990年代
1990年、セルジオ・ルビーニ監督・主演作『殺意のサン・マルコ駅』に出演し、ダヴィッド・ディ・ドナテッロ主演女優賞、ナストロ・ダルジェント主演女優賞、チャック・ドーロ主演女優賞を獲得する。また、同年出演したダニエーレ・ルケッティ監督作『La settimana della Sfinge』でもダヴィッド・ディ・ドナテッロ主演女優賞にノミネートされている。
1992年、大ヒット作となったカルロ・ヴェルドーネ監督・主演のコメディ映画『Maledetto il giorno che t'ho incontrato』に出演して広く人気を集め、イタリア・ゴールデングローブ最優秀女優賞、チャック・ドーロ主演女優賞およびフライアーノ賞を獲得したほか、ダヴィッド・ディ・ドナテッロ主演女優賞にノミネートされる。
1993年にはウンベルト・マリーノ監督作『Cominciò tutto per caso』で再びダヴィッド・ディ・ドナテッロ主演女優賞にノミネートされたほか、三度目のチャック・ドーロ主演女優賞に輝いている。
1999年、ジュゼッペ・ピッチョーニ監督作『もうひとつの世界』で二度目のダヴィッド・ディ・ドナテッロ主演女優賞に輝く。

### 2000年代
2001年にはフェルザン・オズペテク監督作『無邪気な妖精たち』に主演してナストロ・ダルジェント主演女優賞およびイタリア・ゴールデングローブ最優秀女優賞を獲得し、ダヴィッド・ディ・ドナテッロ主演女優賞とヨーロッパ映画賞ピープルズ・チョイス女優賞にもノミネートされる。
2002年、クリスティーナ・コメンチーニ監督作『わたしの一番幸せな日』に出演して批評家と観客の双方に好評を博し、ナストロ・ダルジェント主演女優賞（ヴィルナ・リージおよびサンドラ・チェッカレッリと共同受賞）およびチャック・ドーロ最優秀女優賞を獲得する。
2003年、パオロ・ヴィルズィ監督作『カテリーナ、都会へ行く』に出演し、ダヴィッド・ディ・ドナテッロ助演女優賞およびナストロ・ダルジェント助演女優賞を獲得する。2004年にはセルジオ・ルビーニの半自伝的コメディ映画『L'amore ritorna』で主人公の元妻の役を演じている。
2005年には大ヒットとなったジョヴァンニ・ヴェロネージ監督のコメディ映画『イタリア的、恋愛マニュアル』に出演し、再びダヴィッド・ディ・ドナテッロ助演女優賞を受賞する。
2006年、ナンニ・モレッティ監督作『夫婦の危機』に出演し、ダヴィッド・ディ・ドナテッロ主演女優賞にノミネートされる。翌年、フェルザン・オズペテク監督作『対角に土星』に出演し、イタリア・ゴールデングローブ最優秀女優賞およびナストロ・ダルジェント主演女優賞を獲得する。

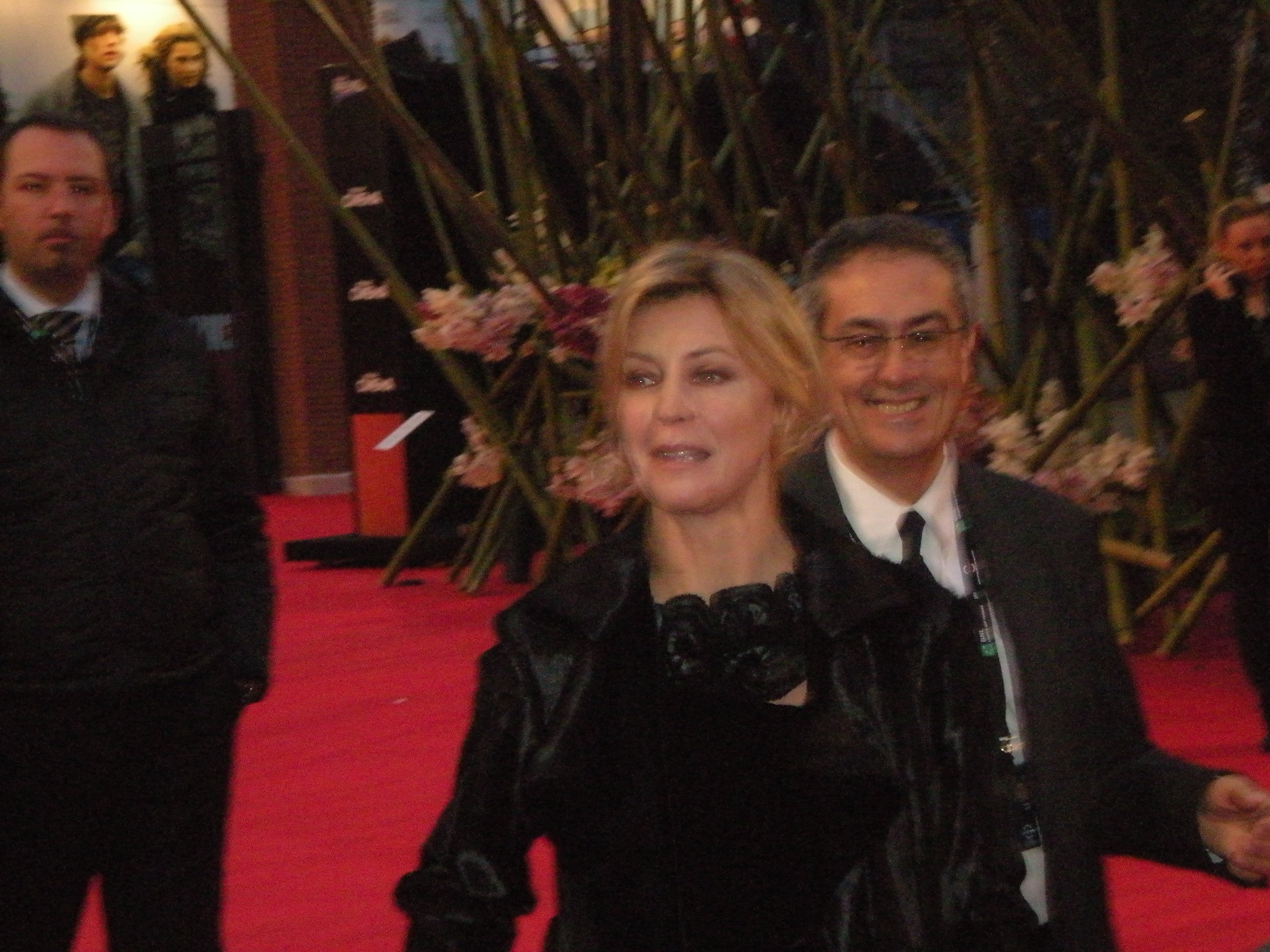
ローマ国際映画祭にて（2010年）

2007年、シルヴィオ・ソルディーニ監督作『日々と雲行き』に出演し、ダヴィッド・ディ・ドナテッロ主演女優賞、ナストロ・ダルジェント主演女優賞、チャック・ドーロ主演女優賞およびモスクワ国際映画祭最優秀女優賞を獲得する。
2009年、クリスティーナ・コメンチーニ作の戯曲に基づくエンツォ・モンテレオーネ監督作『Due partite』でパオラ・コルテッレージ、カロリーナ・クレシェンティーニ、クラウディア・パンドルフィ、アルバ・ロルヴァケルと共演し、全員がナストロ・ダルジェント助演女優賞にノミネートされた。
同年、フランチェスカ・コメンチーニ監督作『まっさらな光のもとで』に出演し、第66回ヴェネツィア国際映画祭にてパシネッティ賞女優賞を獲得したほか、ダヴィッド・ディ・ドナテッロ主演女優賞にノミネートされている。

### 2010年代

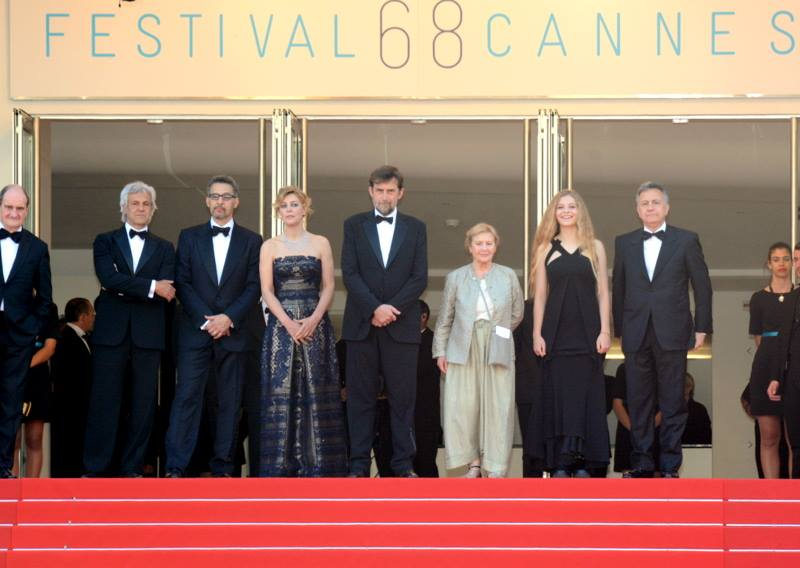
第68回カンヌ国際映画祭にて『母よ、』のキャストと（2015年）

2011年、ナンニ・モレッティ監督作『ローマ法王の休日』に出演し、ダヴィッド・ディ・ドナテッロ助演女優賞にノミネートされる。
2013年にはワルテル・ヴェルトローニの同名小説に基づくスザンナ・ニッキアレッリ監督作『La scoperta dell'alba』でイタリア・ゴールデングローブ最優秀女優賞にノミネートされ、マリア・ソーレ・トニャッツィ監督作『はじまりは5つ星ホテルから』でダヴィッド・ディ・ドナテッロ主演女優賞およびチャック・ドーロ主演女優賞を獲得する。また、同年、セルジオ・ルビーニ監督のコメディ映画『Mi rifaccio vivo』にも出演している。
2015年、ナンニ・モレッティ監督作『母よ、』に主演し、ダヴィッド・ディ・ドナテッロ主演女優賞、ナストロ・ダルジェント主演女優賞およびチャック・ドーロ主演女優賞を獲得したほか、イタリア・ゴールデングローブ最優秀女優賞およびヨーロッパ映画賞最優秀女優賞にノミネートされる。
2017年から2018年まで、ジョヴァンニ・ヴェロネージとマッシモ・チェルヴェッリ主宰のラジオ番組「Non è un paese per giovani」にレギュラーゲストとして毎週1回出演していた。

### 2020年代
2022年、マルコ・ベロッキオ監督作『夜のロケーション』に出演し、ダヴィッド・ディ・ドナテッロ主演女優賞にノミネートされる。

## フィルモグラフィー

### 映画
| 公開年 | 邦題 原題                                             | 備考                                               |
| ------ | ----------------------------------------------------- | -------------------------------------------------- |
| 1986   | La seconda notte                                      |                                                    |
| 1988   | Domani accadrà                                        |                                                    |
| 1988   | I giorni randagi                                      |                                                    |
| 1989   | Nulla ci può fermare                                  |                                                    |
| 1990   | 殺意のサン・マルコ駅 La stazione                      |                                                    |
| 1990   | La settimana della Sfinge                             |                                                    |
| 1991   | Chiedi la luna                                        |                                                    |
| 1992   | Maledetto il giorno che t'ho incontrato               |                                                    |
| 1993   | Condannato a nozze                                    |                                                    |
| 1993   | Cominciò tutto per caso                               |                                                    |
| 1993   | Arriva la bufera                                      |                                                    |
| 1994   | Prestazione straordinaria                             |                                                    |
| 1994   | Le fils préféré - Ospiti pericolosi                   |                                                    |
| 1995   | Il cielo è sempre più blu                             |                                                    |
| 1995   | Facciamo paradiso                                     |                                                    |
| 1996   | Cuori al verde                                        |                                                    |
| 1996   | 心のおもむくままに Va' dove ti porta il cuore         |                                                    |
| 1996   | Testimone a rischio                                   |                                                    |
| 1998   | Dolce far niente                                      |                                                    |
| 1999   | もうひとつの世界 Fuori dal mondo                      |                                                    |
| 2000   | Tutto l'amore che c'è                                 |                                                    |
| 2000   | L'ombra del gigante                                   |                                                    |
| 2000   | Controvento                                           |                                                    |
| 2001   | 無邪気な妖精たち Le fate ignoranti                    | イタリア映画祭2003にて上映                         |
| 2002   | わたしの一番幸せな日 Il più bel giorno della mia vita | イタリア映画祭2003にて上映                         |
| 2003   | Ma che colpa abbiamo noi                              |                                                    |
| 2003   | カテリーナ、都会へ行く Caterina va in città           | イタリア映画祭2004にて上映                         |
| 2003   | Margherita. Ritratto confidenziale                    | ドキュメンタリー                                   |
| 2004   | L'amore ritorna                                       |                                                    |
| 2004   | Il siero della vanità                                 |                                                    |
| 2005   | イタリア的、恋愛マニュアル Manuale d'amore            | イタリア映画祭2006上映時タイトル『恋愛マニュアル』 |
| 2005   | 哀しみの日々 I giorni dell'abbandono                  | イタリア映画祭2006にて上映                         |
| 2006   | 夫婦の危機 Il caimano                                 | Viva!イタリア Vol.2にて上映                        |
| 2006   | 題名のない子守唄 La sconosciuta                       |                                                    |
| 2006   | Commediasexi                                          |                                                    |
| 2007   | 対角に土星 Saturno contro                             | イタリア映画祭2008にて上映                         |
| 2007   | 日々と雲行き Giorni e nuvole                          | イタリア映画祭2008にて上映                         |
| 2009   | Due partite                                           |                                                    |
| 2009   | まっさらな光のもとで Lo spazio bianco                 | イタリア映画祭2010にて上映                         |
| 2009   | L'uomo nero                                           |                                                    |
| 2010   | Genitori & figli - Agitare bene prima dell'uso        |                                                    |
| 2010   | Happy Family                                          |                                                    |
| 2010   | Matrimoni e altri disastri                            |                                                    |
| 2011   | ローマ法王の休日 Habemus Papam                        |                                                    |
| 2012   | Com'è bello far l'amore                               | カメオ出演                                         |
| 2012   | 異人たちの棲む館 Magnifica presenza                   | イタリア映画祭2013上映時タイトル『素晴らしき存在』 |
| 2012   | ローマの教室で 〜我らの佳き日々〜 Il rosso e il blu   | イタリア映画祭2013上映時タイトル『赤鉛筆、青鉛筆』 |
| 2012   | Carlo!                                                | ドキュメンタリー                                   |
| 2013   | La scoperta dell'alba                                 |                                                    |
| 2013   | はじまりは5つ星ホテルから Viaggio sola                |                                                    |
| 2013   | Mi rifaccio vivo                                      |                                                    |
| 2013   | Io donna                                              | 短編                                               |
| 2014   | La gente che sta bene                                 |                                                    |
| 2015   | 母よ、 Mia madre                                      |                                                    |
| 2015   | 私と彼女 Io e lei                                     | イタリア映画祭2016にて上映                         |
| 2015   | Pecore in erba                                        |                                                    |
| 2016   | かけがえのない数日 Questi giorni                      | イタリア映画祭2017にて上映                         |
| 2016   | はじまりの街 La vita possibile                        |                                                    |
| 2016   | Nemiche per la pelle                                  |                                                    |
| 2016   | Come diventare grandi nonostante i genitori           |                                                    |
| 2017   | Piccoli crimini coniugali                             |                                                    |
| 2018   | 私が神 Io c'è                                         | イタリア映画祭2019にて上映                         |
| 2018   | Moschettieri del re - La penultima missione           |                                                    |
| 2021   | 3つの鍵 Tre piani                                     |                                                    |
| 2021   | Il silenzio grande                                    |                                                    |
| 2021   | 7人の女たち 7 donne e un mistero                      |                                                    |
| 2022   | 夜のロケーション Esterno notte                        | イタリア映画祭2023にて上映                         |
| 2022   | 私たちの声 Tell It Like a Woman                       |                                                    |
| 2023   | Il primo giorno della mia vita                        |                                                    |

### テレビ
- Flipper（1983年）
- Diciottanni - Versilia 1966 （1986年）
- Una grande storia d'amore（1987年）
- La vita che verrà（1999年）
- Incompreso（2002年）
- Maigret: La trappola（2004年）
- Maigret: L'ombra cinese（2004年）
- Amiche mie（12エピソード、2008年）
- Pinocchio（2008年）
- In Treatment（2017年）
- Made in Italy（2019年）
- Maledetti amici miei（2019年）
- Esterno notte（2022年）

## 舞台
- マハゴニー市の興亡（1985年）作：ベルトルト・ブレヒト
- La stazione（1986年）
- Italia - Germania quattro a tre（1987年）
- Ce n'est qu'un debut（1991年）
- Separazione（1997年）
- テンペスト（1999年）作：ウィリアム・シェイクスピア
- Due partite（2009年）
- Nel nome del padre（2014年）

## オーディオブック
- ミレーナ・アグス『祖母の手帖』（2008年）
- ナタリア・ギンズブルグ『ある家族の会話』（2013年）

## 吹き替え
- わんわん物語（1997年版）

## 主な受賞
ダヴィッド・ディ・ドナテッロ賞
- 主演女優賞（1991年） 『殺意のサン・マルコ駅』
- 主演女優賞（1999年） 『もうひとつの世界』
- 助演女優賞（2004年） 『カテリーナ、都会へ行く』
- 助演女優賞（2005年） 『イタリア的、恋愛マニュアル』
- 主演女優賞（2008年） 『日々と雲行き』
- 主演女優賞（2013年） 『はじまりは5つ星ホテルから』
- 主演女優賞（2015年） 『母よ、』

ナストロ・ダルジェント賞
- 主演女優賞（1991年） 『殺意のサン・マルコ駅』
- 主演女優賞（2001年） 『無邪気な妖精たち』
- 助演女優賞（2002年） 『わたしの一番幸せな日』
- 助演女優賞（2004年） 『カテリーナ、都会へ行く』
- 主演女優賞（2007年） 『夫婦の危機』および『対角に土星』
- 主演女優賞（2008年） 『日々と雲行き』
- 主演女優賞（2015年） 『母よ、』

イタリア・ゴールデングローブ賞
- 最優秀新人女優賞（1987年） 『La seconda notte』
- 最優秀女優賞（1992年） 『殺意のサン・マルコ駅』
- 最優秀女優賞（2001年） 『無邪気な妖精たち』
- 審査員特別賞（2006年） 『I giorni dell'abbandono』
- 最優秀女優賞（2007年） 『対角に土星』

フライアーノ賞
- 最優秀女優賞（1992年） 『Maledetto il giorno che t'ho incontrato』

チャック・ドーロ賞
- 主演女優賞（1991年） 『殺意のサン・マルコ駅』
- 主演女優賞（1992年） 『Maledetto il giorno che t'ho incontrato』
- 主演女優賞（1993年） 『Cominciò tutto per caso』
- 主演女優賞（2002年） 『わたしの一番幸せな日』
- 助演女優賞（2004年） 『カテリーナ、都会へ行く』
- 主演女優賞（2006年） 『夫婦の危機』
- 主演女優賞（2007年） 『対角に土星』
- スーパーゴールデンチャック賞（2007年）
- 主演女優賞（2008年） 『日々と雲行き』
- スーパーゴールデンチャック賞（2010年）
- 主演女優賞（2013年） 『はじまりの街』
- 主演女優賞（2015年） 『母よ、』
- スーパーゴールデンチャック賞（2015年）

サン・セバスティアン国際映画祭
- シルバー・シェル女優賞（1990年） 『La settimana della Sfinge』

モスクワ国際映画祭
- 最優秀女優賞（2008年） 『日々と雲行き』

ヴェネツィア国際映画祭
- パシネッティ賞女優賞（2008年） 『まっさらな光のもとで』